# بياتان (أشترينان)
بیاتان (بالفارسية: بیاتان) هي قرية تقع في إيران في قسم أشترینان الريفي. يقدر عدد سكانها بـ 212 نسمة بحسب إحصاء 2016.